# 白腹麻鸭
白腹麻鸭（学名：Radjah radjah），是雁形目鸭科的一种鸟类。

## 特征
白腹麻鸭体重约885.22克，翼长约270毫米，嘴峰长约46.3毫米，喙宽度约20毫米，喙厚度约14.8毫米，跗蹠长约50.1毫米，尾长约98毫米。白腹麻鸭是部分迁徙的鸟类，其栖息在开放的海滩、河口等沿海水域，食性为肉食性，主要食物来源是None。

## 亚种
- ：分布于摩鹿加群岛至新几内亚及邻近岛屿。
- ：分布于澳大利亚北部和东部热带沿海地区。[4]